# Park Island
El Park Island (conegut com el Bluewater Stadium per motius de patrocinatge) és un estadi multiusos de Napier, Nova Zelanda. És un estadi usat per una gran varietat d'esports i té una capacitat per a 5.000 espectadors.

## Història
El 1981 la ciutat va iniciar un pla per a la recreació ciutadana. El Napier City Council va deixar de banda unes 68 hectàrees de terra rural de l'oest de Napier. El concepte era que es creés una facilitat recreativa gran que proveïria una gran varietat d'esports i activitats recreacionals.
Prèviament, el Hawke's Bay Hospital Board i el Hawke's Bay Harbour Board prenien càrrec d'aquelles 68 hectàrees de terra.
El Park Island formava part d'aquest pla i el consell municipal va introduir-hi a més un cementiri anomenat Western Hills Cemetery. A partir del 1910 el Napier Borough Council va desenvolupar una vall prominent com al cementiri Park Island Cemetery. Ambdós es localitzen avui en dia dins del parc de Park Island.
Abans que el terratrèmol de Hawke's Bay de 1931 —el més mortífer de la història de Nova Zelanda— elevés el terreny del parc, les àrees a baix nivell sobre el mar de Park Island eren maresmes i ries de la llacuna Ahuriri Lagoon.

## Ús

### Futbol
En aquest estadi juguen equips locals com ara el Hawke's Bay United del Campionat de Futbol de Nova Zelanda, a més d'equips semiprofessionals com el Napier City Rovers o el Napier Marist Football Club.

### Altres esports
El parc té a més uns altres vuit camps de rugbi, un camp de tir amb arc i diversos camps de criquet. A part dels equips de futbol, hi juguen els següents equips:
- Napier Old Boys' Rugby Club (rugbi)
- Old Boys' Marist Cricket (criquet)
- Marist Netball (netball)
- Marist Softball (softbol)
- Hawke's Bay Hockey Association (hoquei sobre herba)[5]